# ダイハツ工業
ダイハツ工業株式会社（ダイハツこうぎょう、英: DAIHATSU MOTOR CO., LTD.）は、日本の自動車メーカーである。本社所在地は大阪府池田市ダイハツ町1番1号。2016年（平成28年）8月にトヨタ自動車の完全子会社となった。

## 概要
1907年、大阪高等工業学校（現・大阪大学工学部）の学識者と実業家が中心となり、内燃機関の国産化を目的に「発動機製造株式会社」として創業した。1930年に自社エンジンによる三輪自動車「HA型ダイハツ号」の製造を開始して輸送用機器事業に進出し、エンジンメーカーから自動車メーカーに移行。1949年に東京証券取引所と大阪証券取引所に株式を上場した後、1951年に現社名の「ダイハツ工業株式会社」に改称した。その後国際競争力を強化するため、1967年の業務提携によりトヨタグループの一員となり、軽自動車を中心とするコンパクトカーに特化して事業を拡大。1998年にトヨタ自動車がダイハツの株式の過半数を取得したことで同社の子会社となった。2016年には株式交換によりトヨタの完全子会社となり上場廃止された。2017年にはトヨタと「新興国小型車カンパニー」（社内カンパニー）を発足させ、ダイハツ工業が主体となって新興国での商品開発を行う形での両ブランドの小型車戦略が進められている。
2022年度の世界生産台数は178万台。日本国内の軽自動車の販売シェアは33.4％で、2006年度から2022年度まで17年連続で首位を記録している。海外市場ではインドネシアとマレーシアに特化して事業を行っているが、インドネシアからはASEAN、中東、中南米地域へ輸出している。
親会社でありトヨタグループの中核企業であるトヨタ自動車は三井グループおよびUFJグループ（旧：東海銀行系）に属しているが、ダイハツ工業は旧・三和銀行（現・三菱UFJ銀行）の融資系列で構成される三和グループの三水会とその後身社長会の水曜会およびみどり会の会員企業である。
現存する日本の自動車メーカーの中では最も古い歴史を持つ企業である。現在の社名は、大阪の「大」と発動機の「発」をとって「ダイハツ」と略称したことに由来する。エンブレムは以前は「大阪城」のイラストを模したものを使用していた。またこれとは別で、店舗看板やテレビ番組協賛の提供クレジット用に「ダイハツ」に楕円形の囲みをしたロゴもあった。現在の「D」を模したマーク（社章）は1966年に登場し、数回の修正を経ながら現在まで使用され続けている。1998年まで車台にエンブレムが搭載されることは少なかったが、同年2月のロゴリニューアルに伴い多用されるようになった。

## 歴史

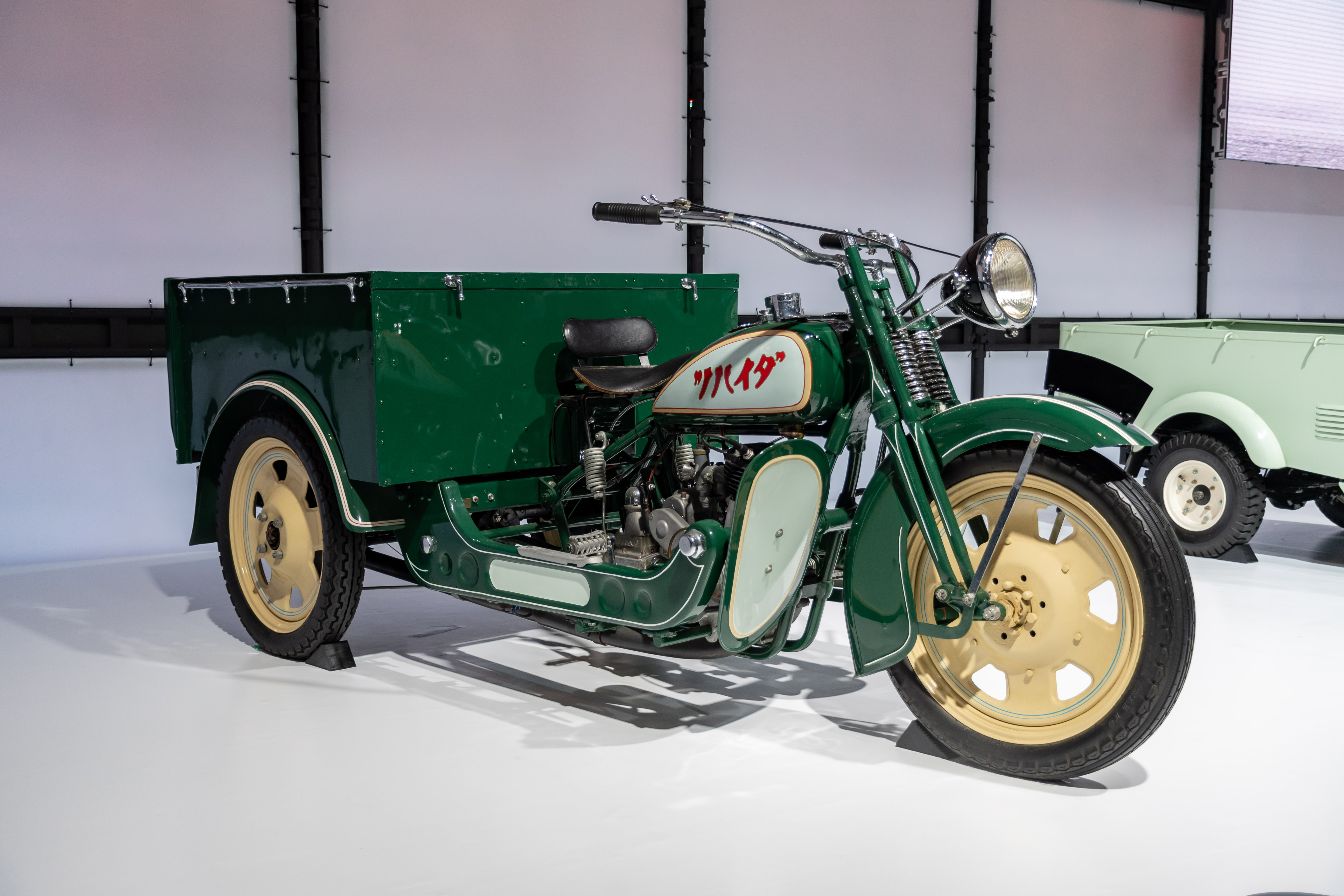
HD型三輪自動車

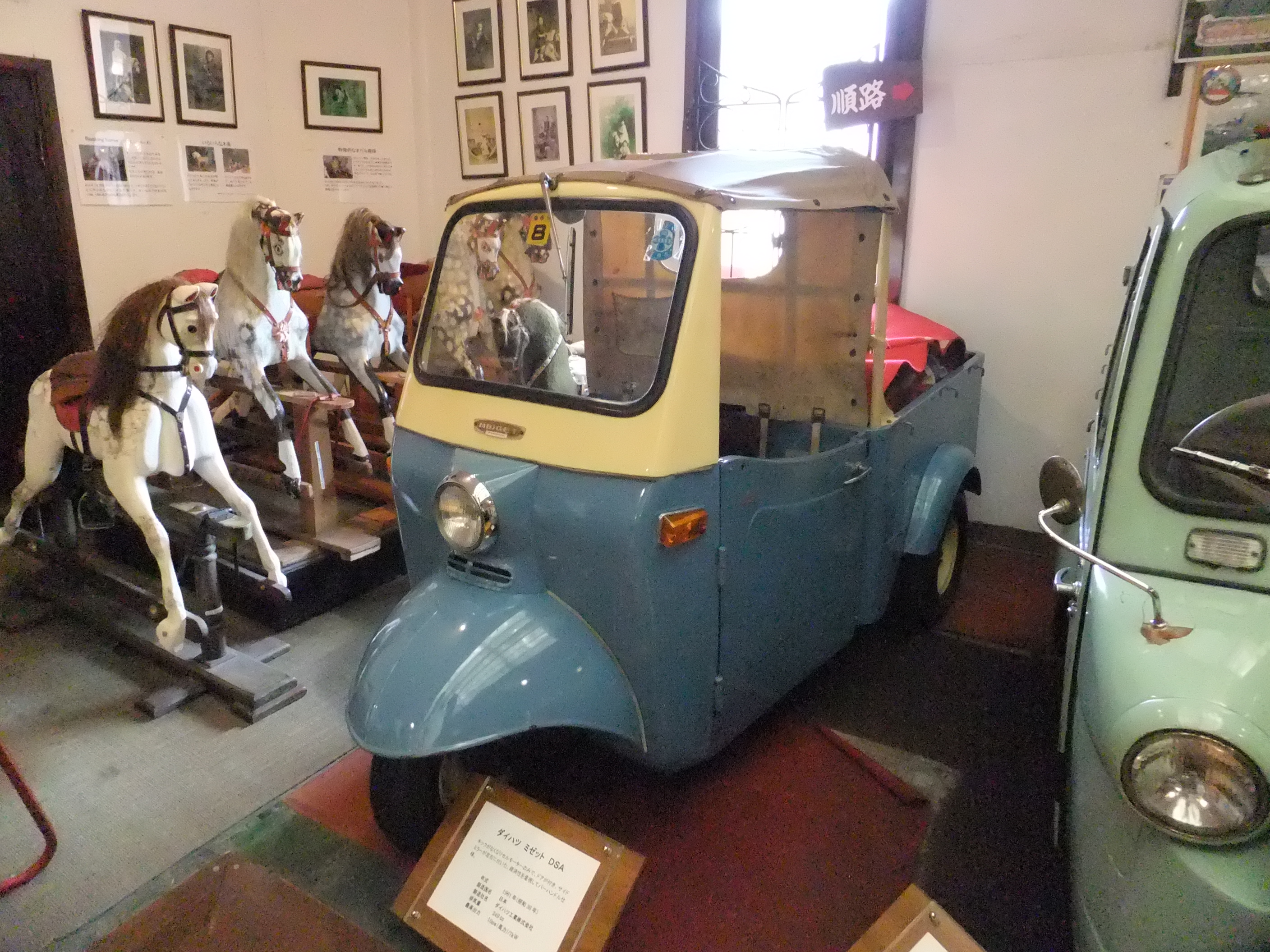
ダイハツ・ミゼットDSA。1950年代後半に隆盛を極めた軽オート三輪。

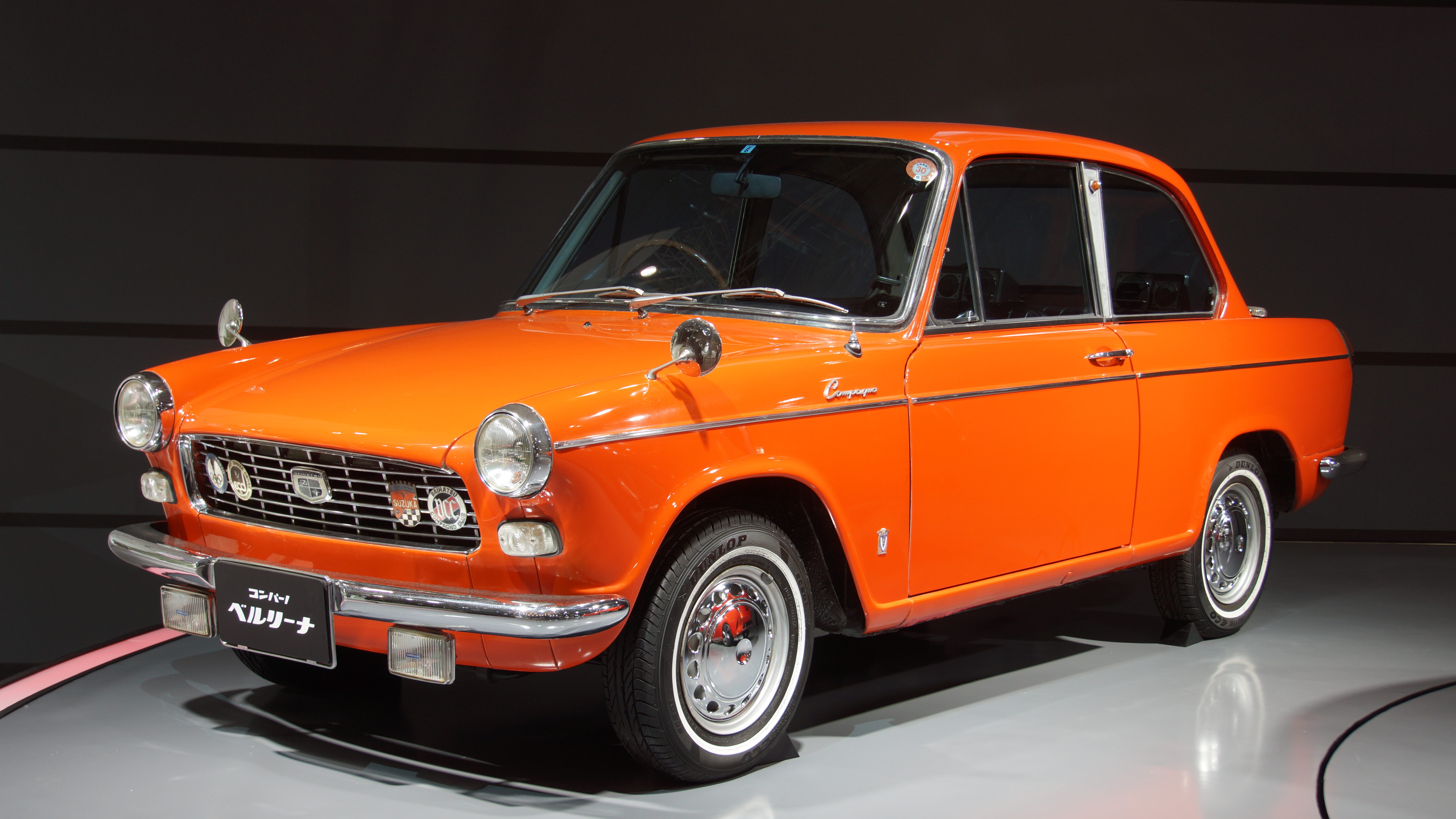
ダイハツ・コンパーノベルリーナ

設立年の1907年、日本で最初の国産エンジンである「6馬力 吸入ガス発動機」を発明。その当初は工場等の定置動力用として用いられるガス燃料の内燃機関（ガス発動機）や鉄道車両用機器の製造を手掛けていた。
1919年に純国産エンジンで軍用自動車を試作し、1930年には自社製小型4サイクル空冷単気筒サイドバルブ（SV）のガソリンエンジンを搭載した試作型オート三輪「ダイハツ號（号）HA型」の開発で本格的に自動車業界に参入。創立50周年となる1957年にミゼットで国内や東南アジアで大ヒットを記録し、1972年まで東洋工業（現・マツダ）とともにオート三輪業界の覇権を争った。
1951年に「発動機製造」から現在の「ダイハツ工業」へと社名を変更した。
四輪市場には1963年のコンパーノから参入。しかし当時四輪車への新規参入には通産省（現在の経済産業省）が難色を示していたため、スムーズな参入が出来なかった。また堅実な社風であったため、派手にアピールする手法も取らず、地味な印象となり、すでに評価を得ている先行メーカーに割って入って新規顧客を獲得するのは容易ではなかった。
当時の自動車業界は再編期であり、ダイハツにも三和銀行によってトヨタとの提携話が持ち出され、1967年11月に両社は業務提携に至った。この時の提携は同時期にトヨタ傘下入りした日野に比べると対等な関係で、それぞれの経営に自主性を持って運営していくと声明文が出された。また、この翌年ダイハツ自動車販売株式会社が設立されている。1966年までは鉄道車輌用の原動機、変速機および駆動装置も製造しており、キハ28やキハ65に搭載された冷房用発電エンジンはダイハツ製であった（現在はダイハツディーゼルとして分社化）。
トヨタとの提携後はパブリカをベースとしたコンソルテ、トヨタ・カローラをベースとしたシャルマンを生産し、四輪生産のノウハウとブランド力を蓄積していった。
1977年には満を持してダイハツ独自開発のコンパクトカーであるシャレードを投入。それまで振動の問題などから国内外のメーカーから敬遠されていた4ストローク直列3気筒ガソリンエンジンを採用し、軽自動車程度の価格に見合わぬ高い燃費・動力性能でカーオブザイヤーを受賞、ダイハツの四輪車は名実ともに大躍進を遂げた。
1980年になると、現在まで続く軽自動車のミラシリーズが登場。ここにアルト擁するスズキとの軽ボンバン戦争が勃発した。
1981年にダイハツ自動車販売はダイハツ工業と合併。1995年には同じトヨタ傘下の日野自動車と商品相互供給に関する基本契約の締結を発表、以降現在まで部品の取引を行っている。
1998年にはトヨタが株式を51.2%取得し、トヨタの連結子会社となった。
1995年登場のムーヴシリーズ、2003年登場のタントシリーズなどが大ヒットを記録したことで、2006年度（2006年4月から2007年3月までの一年間）には軽自動車総販売台数で30年以上連続1位であったスズキの牙城を崩し、ついにダイハツがトップに立った。その後2017年まで11年間連続で首位の座を守り続けている。また軽トラック市場もハイゼットなどを主力に、スズキとシェアトップを奪い合っている。
2009年からは軽自動車生産から撤退したスバルにも軽自動車・軽福祉車のOEM供給を開始。2016年度の国内販売台数は57万台だが、これに加えてトヨタ・スバルへのOEM供給・受託生産が25.5万台あり、軽自動車メーカーとしてのみならずトヨタグループの重要な生産拠点としての役割も大きい。
2016年にトヨタがダイハツの株式を100%取得し、完全子会社となった。これ以降ダイハツはトヨタグループにおいて軽自動車を含む小型車部門としての立場を明確にし、新興国向け戦略の一翼を担うことになる。
2023年、過去34年に亘る認証試験での大規模不正が発覚。これにより、国内外で展開している全車種の出荷を停止。同年12月21日、国土交通省がダイハツへの立ち入り検査を実施（ダイハツ工業認証試験不正問題）。
2024年、国土交通省による再検査を経て、基準を満たしていることが確認された車から順次出荷停止指示が解除、生産が再開された。5月7日に本社工場（大阪府池田市）での軽自動車「コペン」の生産を再開し、国内4拠点の5つの完成車工場すべてが稼働を再開した。また、7月13日には2023年5月以降、放送を自粛していたテレビコマーシャルを再開した。

## 沿革
- 1907年3月 - 発動機製造株式会社を設立[6]。本社は大阪府西成郡中津村大字下三番字建田[4]。代表は岡實康[27]。
- 1911年12月 - 社長制度を採用し、初代社長に黒川勇熊が就任[6]。
- 1919年6月 - 2代目社長に河野豊次郎が就任[6]。
- 1921年12月 - 3代目社長に伊藤敬三郎が就任[6]。
- 1926年1月 - 4代目社長に高洲清二が就任[6]。
- 1930年12月 - ダイハツ初の三輪自動車「HA型」が完成[6]。
- 1933年6月 - 東京出張所を開設[6]。
- 1937年4月 - 小型四輪自動車「FA型」を制作[6]。
- 1939年
  - 5月 - 池田工場（現・本社第1工場）を開設[6]。
  - 12月 - 5代目社長に柴田貞一が就任[6]。
- 1944年4月 - 軍需会社に指定[6]。
- 1946年
  - 1月 - 大阪工場が賠償工場に指定（6月解除）[6]。
  - 8月 - 池田工場が賠償工場に指定[6]。
- 1947年12月 - 6代目社長に竹崎瑞夫が就任[6]。
- 1949年5月 - 東京証券所、大阪証券所に上場[6]。
- 1951年12月19日 - 商号をダイハツ工業株式会社に変更[28][29]。
- 1952年
  - 9月 - 池田工場で研究・試作していたオートバイを生産するため阪神内燃機工業と共同でツバサ工業を設立[30]。
  - 11月 - 伊丹工場を操業[28]。
  - 12月 - 東京工場を操業[28]。
- 1955年12月 - 7代目社長に小石雄治が就任[28]。
- 1961年6月 - 池田第2工場を操業[28]。
- 1964年9月 - 自動車生産累計100万台を達成[28]。
- 1965年
  - 2月 - 池田第2工場・西工場が完成[28]。
  - 3月 - 本社事務所が池田市に完成（現本社・本館）[28]。
- 1966年
  - 5月 - ディーゼル機関の製造販売部門を分離独立しダイハツディーゼル株式会社（現・ダイハツインフィニアース株式会社）を設立[28]。
  - 12月 - 住居表示の実施に伴い、住所表記が「池田市ダイハツ町1番1号」に変更[28]。
- 1967年11月 - トヨタ自動車工業およびトヨタ自動車販売と業務提携[31]。
- 1968年
  - 7月 - ダイハツ自動車販売株式会社の営業を開始[31]。
  - 12月 - 8代目社長に伊瀬芳吉が就任[31]。
- 1970年11月 - 旭工業株式会社（旧・明和自動車工業）と合併[31]。
- 1972年3月 - 多田工場を操業[31]。
- 1973年4月 - 京都工場を操業[31]。
- 1974年4月 - 滋賀第1工場を操業[31]。
- 1975年9月 - 9代目社長に大原栄が就任[32]。
- 1976年
  - 3月 - 西宮工場を閉鎖[32]。
  - 12月 - 伊丹工場を閉鎖[32]。
- 1977年11月 - 自動車生産累計500万台を達成[32]。
- 1979年
  - 6月 - ベルギー・ブリュッセルに欧州駐在員事務所を開設[32]。
  - 10月 - 海外工場「P.T.ダイハツ・インドネシア」を稼働[32]。
- 1980年
  - 4月 - 合弁会社「ダイハツ・マレーシア社」の営業を開始[32]。
  - 11月 - 西宮部品センターを稼働[32]。
- 1981年7月 - ダイハツ工業株式会社とダイハツ自動車販売株式会社が合併[33]。
- 1982年9月 - 10代目社長に江口友鉱が就任[33]。
- 1985年
  - 5月 - 「P.T.ダイハツ・エンジン・マニュファクチャリング・インドネシア」を稼働[33]。
  - 12月 - 自動車生産累計1000万台を達成[33]。
- 1986年
  - 7月 - アメリカに「ダイハツ・アメリカ社」を設立[34]。
  - 10月 - 滋賀新テストコースが完成[34]。
- 1987年12月 - ダイハツ女子陸上部が発足[34]。
- 1988年6月 - 11代目社長に大須賀二朗が就任[35]。
- 1989年1月 - 滋賀（竜王）第2工場（現・滋賀（竜王）工場第2地区）を操業[34]。
- 1990年
  - 2月 - 亜細亜自動車と技術協力契約に調印[34]。
  - 6月 - ピアッジオと合弁契約に調印[34]。
- 1991年6月 - 滋賀テクニカルセンターが完成[34]。
- 1992年
  - 1月 - インドネシアに新合弁会社を設立[34]。同月、西宮部品センターが完成[34]。
  - 3月 - 電気自動車事業部を設立[34]。同月、EV専用工場「城南工場」を稼働[34]。
  - 6月 - 12代目社長に豊住崟が就任[35]。
- 1993年
  - 2月 - マレーシア第2国民車プロジェクトの合弁会社契約に調印[34]。
  - 10月 - 中国・天津事務所を開設[36]。
- 1995年6月 - 13代目社長に新宮威一が就任[37]。
- 1996年7月 - 中国・柳州市で商用車の生産を開始[36]。
- 1998年
  - 2月 - 国産汽車と現地生産の技術援助契約を締結[36]。
  - 9月 - トヨタ自動車が8月30日から9月21日に行った株式公開買付けでダイハツの株式の過半数を取得。同社の連結子会社となりトヨタグループ入り[38]。
  - 11月 - 自動車生産累計2000万台を達成[36]。
- 1999年2月 - 「ダイハツベルギー」を設立[39]。
- 2000年
  - 6月 - 14代目社長に山田隆哉が就任[37]。
  - 9月 - デザインセンターを新設[39]。
- 2001年12月 - マレーシアでの持株会社新設のためプロドゥアとの合弁契約を締結[39]。
- 2002年8月 - インドネシアの子会社「アストラ・ダイハツ・モーター」へ増資し子会社化[40]。
- 2003年5月 - エンジン専門工場の鏡工場を操業[40]。
- 2004年11月 - ダイハツ車体（現・ダイハツ九州）の大分工場を操業[40]。
- 2005年6月 - 15代目社長に箕浦輝幸が就任[37]。
- 2006年10月 - ダイハツ九州の大分第2工場を建設[40]。
- 2007年5月 - 史料展示館「ヒューモビリティワールド」を開館[41]。
- 2008年8月 - ダイハツ九州久留米工場が完成[1]。
- 2010年
  - 6月 - 16代目社長に伊奈功一が就任[42]。
  - 9月 - トヨタ自動車に軽自動車をOEM供給することを発表[1]。
- 2012年9月 - トヨタ自動車へインドネシア市場で新たにOEM供給することを発表[1]。
- 2013年6月 - 17代目社長に三井正則が就任[43]。
- 2015年8月 - ダイハツグループ九州開発センターを開所[1]。
- 2016年
  - 1月 - トヨタ自動車と株式交換によるダイハツの完全子会社化について合意[11]。
  - 7月 - 上場廃止[1]。
  - 8月 - トヨタ自動車により完全子会社化[1]。
- 2017年
  - 1月 - トヨタ自動車と「新興国小型車カンパニー」を発足[1]。
  - 4月 - インドネシアでR&Dセンターを開所[1]。同月、東京ディズニーランドおよび東京ディズニーシーの参加企業に決定[1]。
  - 6月 - 18代目社長に奥平総一郎が就任[44]。
- 2019年6月 - 新技術「DNGA」を発表[1]。
- 2021年7月 - 「Commercial Japan Partnership Technologies」（CJPT）に参画[45]。
- 2022年11月 - 寧徳時代新能源科技（CATL）とバッテリーの供給および技術に関する戦略的協力で合意[46]。
- 2023年
  - 4月 - 内部通報により海外市場向け4車種の側面衝突試験の認証申請で不正が発覚したと発表[47]。
  - 5月 - ダイハツ・ロッキーおよびトヨタ・ライズのハイブリッド車の認証申請で不正があったと発表[48]。
  - 12月20日 - 過去34年間にわたる認証試験での大規模不正が発覚（ダイハツ工業認証試験不正問題）[49]。これにより国内外で生産している全車種の出荷を停止[50]。
  - 12月22日 - インドネシアの子会社「アストラ・ダイハツ・モーター」が現地当局との間で品質や安全性に問題がないと確認できたとして、インドネシア国内向けの出荷を再開[51]。
  - 12月25日 - 滋賀工場、京都工場、大分工場（ダイハツ九州）が稼働停止[52]。
  - 12月26日 - 本社工場が稼働停止。これにより日本国内の全ての工場の稼働が停止した[53]。
- 2024年
  - 2月13日 - 不正問題を踏まえ「Commercial Japan Partnership Technologies」（CJPT）から脱退[54]。
  - 2月12日 - 京都工場で生産を再開[55]。
  - 2月26日 - ダイハツ九州の大分工場で生産を再開[55]。
  - 3月1日 - 19代目社長に井上雅宏が就任[56]。
  - 3月18日 - 滋賀工場での生産が再開[57]。
  - 5月7日 - 本社工場での生産が再開。これにより国内全4工場の稼働が再開した[58]。

## 経営者
ダイハツ工業及びダイハツ自動車販売の歴代社長・会長は以下の通り。

### 歴代社長
| ダイハツ工業 | ダイハツ工業 | ダイハツ工業            | ダイハツ工業                    |
|              | 氏名         | 在任期間                | 備考                            |
| ------------ | ------------ | ----------------------- | ------------------------------- |
|              | 岡實康       | 1907年03月 - 1909年09月 | 創立時の代表者 役職は専務取締役 |
| 初代         | 黒川勇熊     | 1909年10月 - 1911年12月 | 役職は専務取締役                |
| 初代         | 黒川勇熊     | 1911年12月 - 1919年06月 | 1911年に社長制を導入            |
| 2代          | 河野豊次郎   | 1919年06月 - 1921年12月 |                                 |
| 3代          | 伊藤敬三郎   | 1921年12月 - 1925年12月 |                                 |
| 4代          | 高洲清二     | 1926年01月 - 1939年12月 |                                 |
| 5代          | 柴田貞一     | 1939年12月 - 1947年12月 |                                 |
| 6代          | 竹崎瑞夫     | 1947年12月 - 1955年12月 |                                 |
| 7代          | 小石雄治     | 1955年12月 - 1968年12月 |                                 |
| 8代          | 伊瀬芳吉     | 1968年12月 - 1975年09月 |                                 |
| 9代          | 大原栄       | 1975年09月 - 1982年09月 | トヨタ出身                      |
| 10代         | 江口友鉱     | 1982年09月 - 1988年06月 | トヨタ出身                      |
| 11代         | 大須賀二朗   | 1988年06月 - 1992年06月 |                                 |
| 12代         | 豊住崟       | 1992年06月 - 1995年06月 | トヨタ出身                      |
| 13代         | 新宮威一     | 1995年06月 - 2000年06月 | トヨタ出身                      |
| 14代         | 山田隆哉     | 2000年06月 - 2005年06月 | トヨタ出身                      |
| 15代         | 箕浦輝幸     | 2005年06月 - 2010年06月 | トヨタ出身                      |
| 16代         | 伊奈功一     | 2010年06月 - 2013年06月 | トヨタ出身                      |
| 17代         | 三井正則     | 2013年06月 - 2017年06月 |                                 |
| 18代         | 奥平総一郎   | 2017年06月 - 2024年02月 | トヨタ出身                      |
| 19代         | 井上雅宏     | 2024年03月 - 現職       | トヨタ出身                      |

| ダイハツ自動車販売 | ダイハツ自動車販売 | ダイハツ自動車販売      | ダイハツ自動車販売 |
|                    | 氏名               | 在任期間                | 備考               |
| ------------------ | ------------------ | ----------------------- | ------------------ |
| 初代               | 小石雄治           | 1968年06月 - 1971年10月 |                    |
| 2代                | 原信一             | 1971年10月 - 1976年09月 | 三和銀行出身       |
| ３代               | 高妻安幸           | 1976年09月 - 1981年01月 | トヨタ出身         |
| 4代                | 大原栄             | 1981年02月 - 1981年06月 | トヨタ出身         |

### 歴代会長
| ダイハツ工業 | ダイハツ工業 | ダイハツ工業            | ダイハツ工業 |
|              | 氏名         | 在任期間                | 備考         |
| ------------ | ------------ | ----------------------- | ------------ |
| 初代         | 竹崎瑞夫     | 1955年12月 - 1961年09月 |              |
| 2代          | 小石雄治     | 1968年12月 - 1971年12月 |              |
| 3代          | 山本正男     | 1974年06月 - 1980年09月 | トヨタ出身   |
| 4代          | 大原栄       | 1982年09月 - 1986年09月 | トヨタ出身   |
| 5代          | 江口友鉱     | 1988年06月 - 1992年06月 | トヨタ出身   |
| 6代          | 大須賀二朗   | 1992年06月 - 1995年06月 |              |
| 7代          | 豊住崟       | 1995年06月 - 1999年06月 | トヨタ出身   |
| 8代          | 新宮威一     | 2000年06月 - 2004年06月 | トヨタ出身   |
| 9代          | 白水宏典     | 2005年06月 - 2011年06月 | トヨタ出身   |
| 10代         | 奥村勝彦     | 2011年06月 - 2013年06月 |              |
| 11代         | 伊奈功一     | 2013年06月 - 2016年06月 | トヨタ出身   |
| 12代         | 三井正則     | 2017年06月 - 2019年12月 |              |
| 13代         | 松林淳       | 2020年01月 - 2024年02月 |              |

| ダイハツ自動車販売 | ダイハツ自動車販売 | ダイハツ自動車販売      | ダイハツ自動車販売 |
|                    | 氏名               | 在任期間                | 備考               |
| ------------------ | ------------------ | ----------------------- | ------------------ |
| 初代               | 小石雄治           | 1971年10月 - 1973年11月 |                    |
| 2代                | 山本正男           | 1975年09月 - 1980年09月 | トヨタ出身         |

## 開発思想

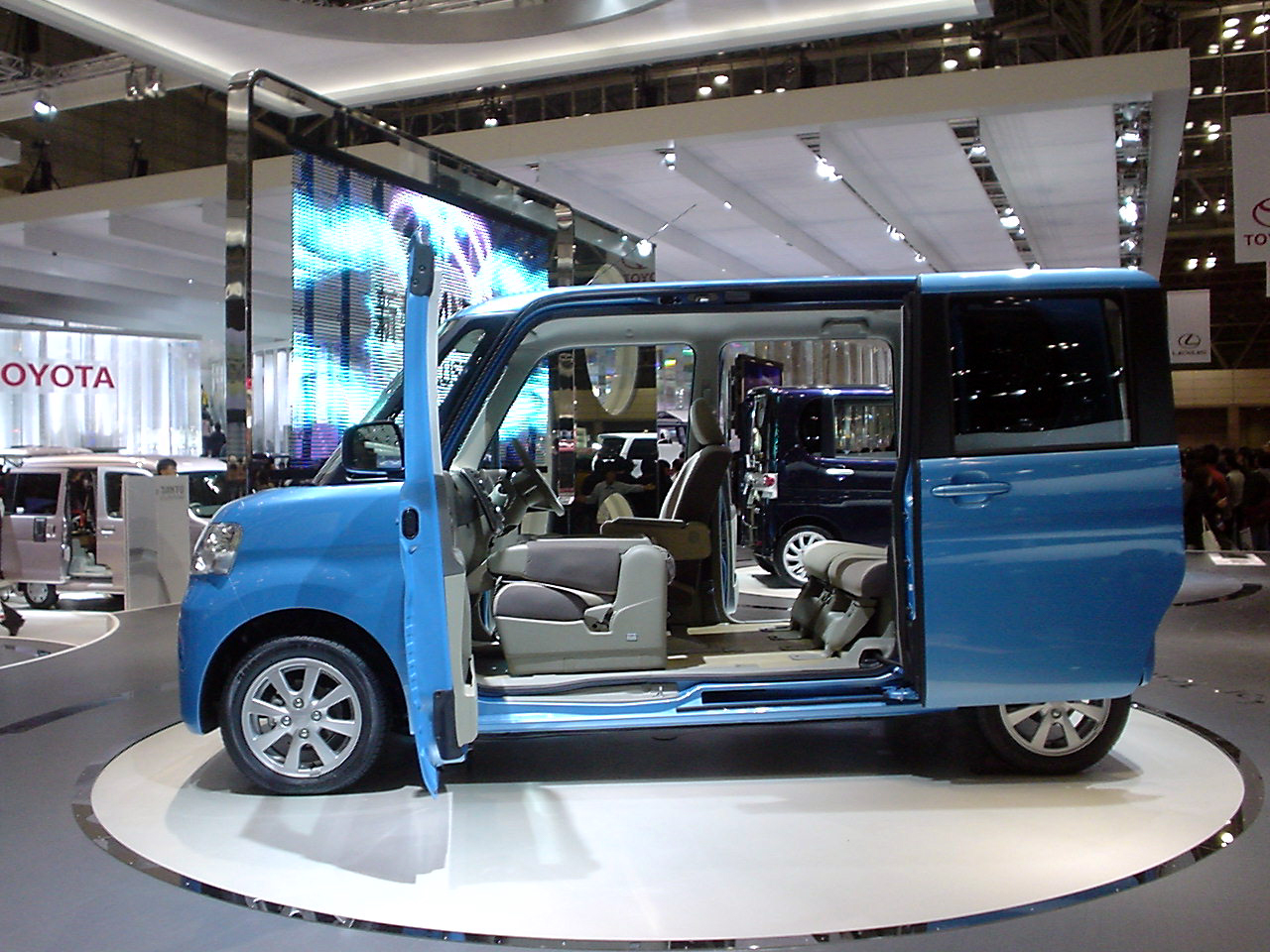
Bピラーレスにより乗降性を向上させたタント

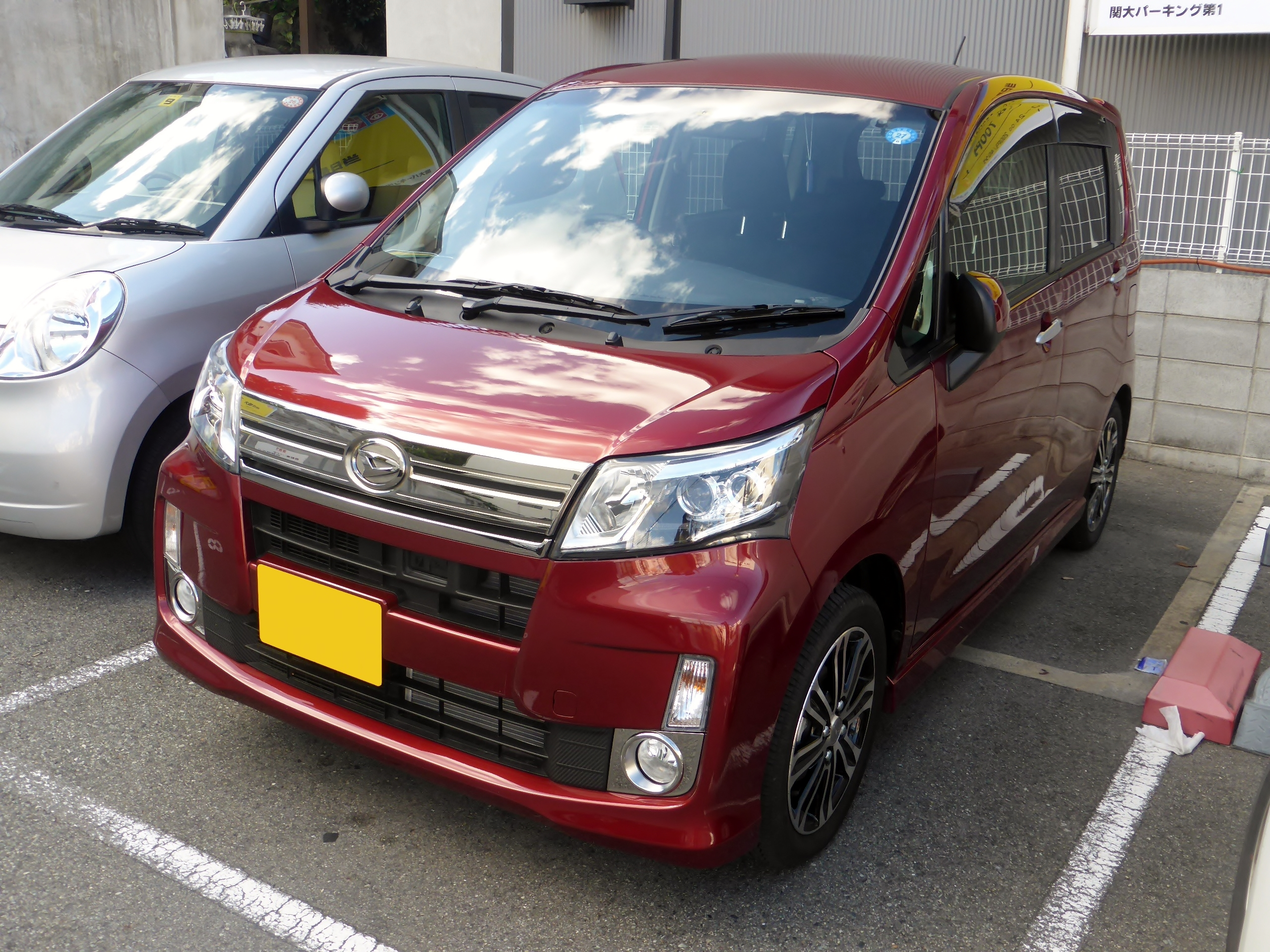
ムーヴカスタム

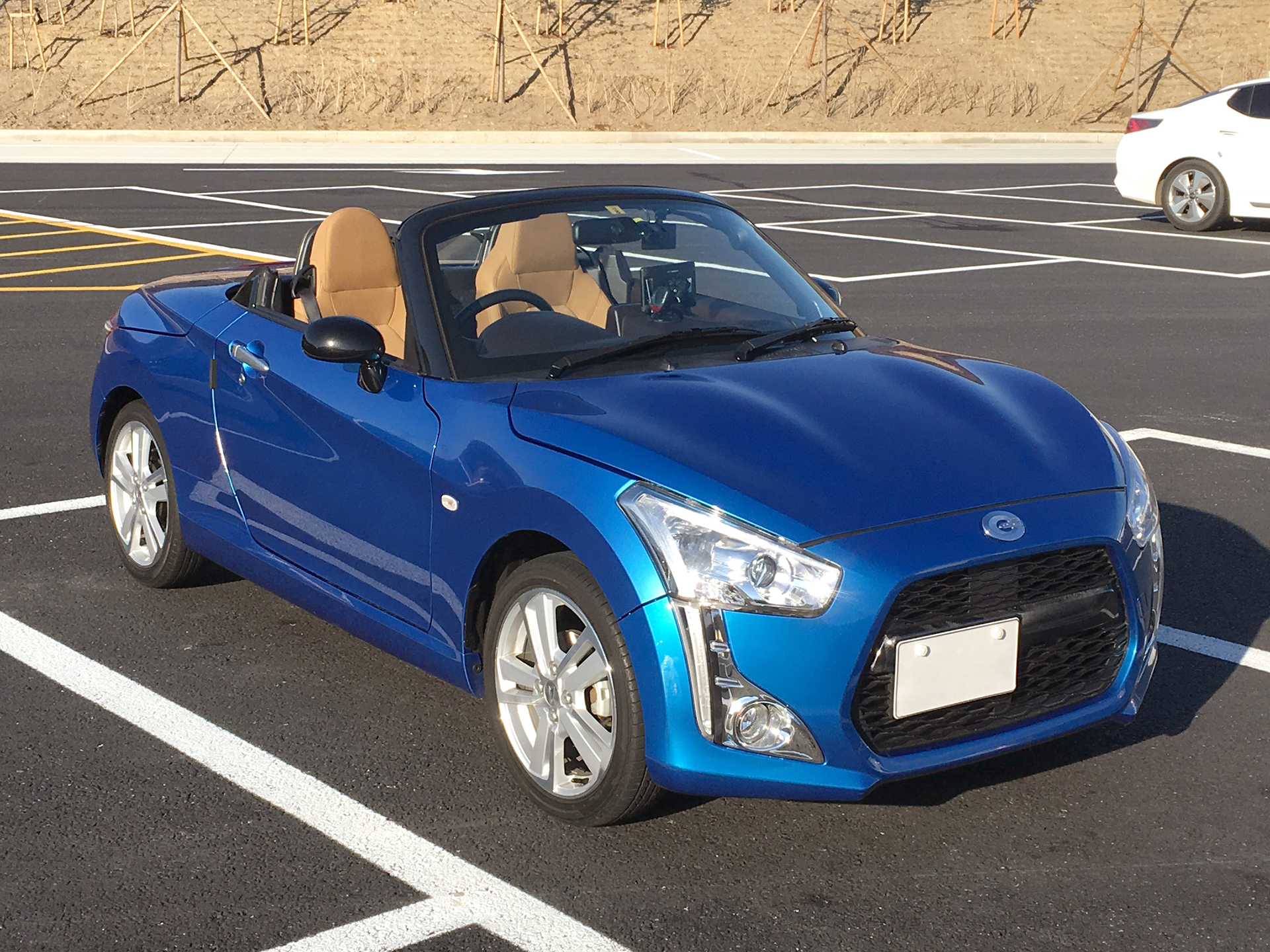
コペンローブ

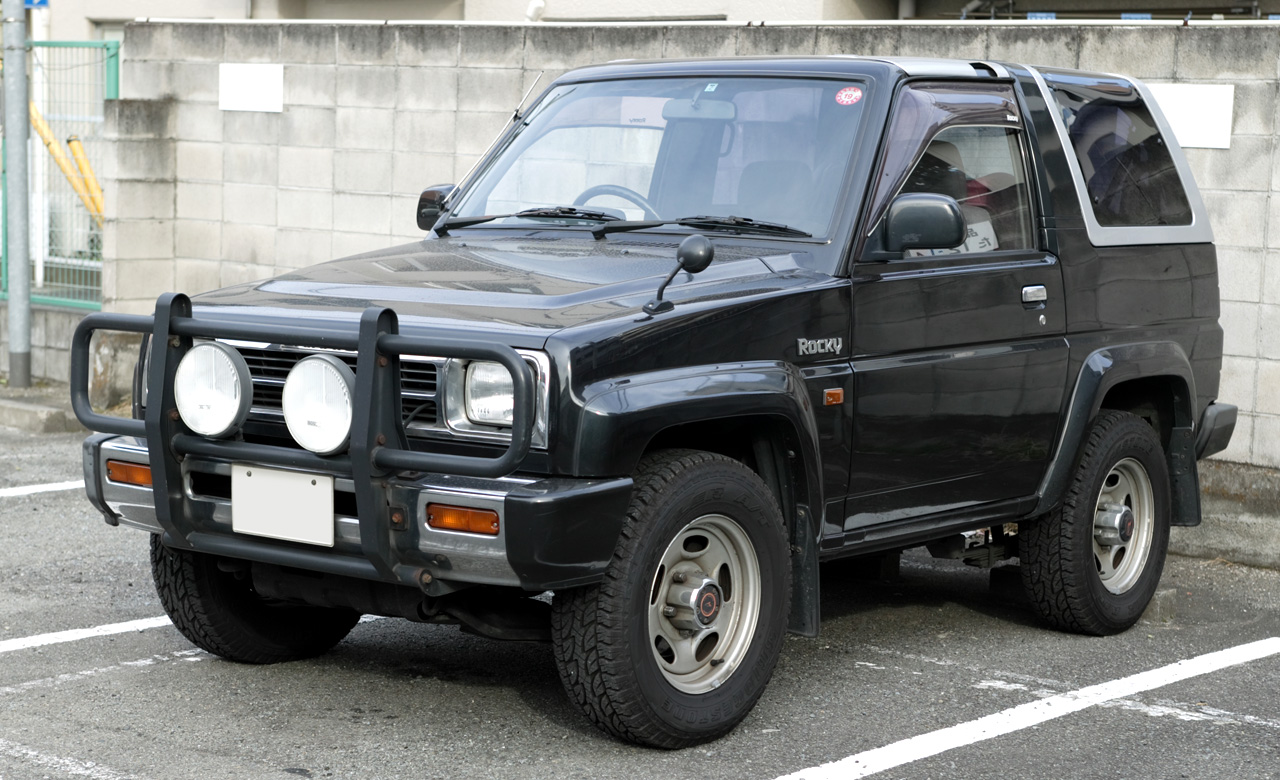
ロッキー

長らくトヨタから小型車・小型エンジンの開発・生産・OEM供給を委託されてきた。デュエット、およびキャミ、スパーキー、パッソ、パッソセッテ、2代目bB、ラッシュ、ルーミー/タンク、ライズといった車種のほか、ヤリス（←ヴィッツ）やベルタ、パッソに搭載された1KR-FE型エンジン、2代目ラクティスとそのOEM車のスバル・トレジア、3代目ヴィッツや2代目カローラアクシオ、2代目ポルテとその姉妹車スペイド（いずれも初期型のみ）、初代後期型プロボックスなどに搭載された1NR-FE型エンジンはその代表である。
軽セダンの「ミライース」軽スーパーハイトワゴンの「タント」、および「ムーヴ」、これらをベースにした福祉車両や軽トラックにおいてダイハツが50%を占めるに至っている。

### 「e：Sテクノロジー」などの独自技術
技術的な分野では、親会社のトヨタとは異なる独自のものが多い。代表的なものとしては、ハイブリッドではなく内燃機関・シャーシの改良によって低燃費を実現する『e：Sテクノロジー』が挙げられる。
エンジンは90年代後半から採用され始めた『TOPAZ（TOP from A to Z）』と名付けられたシリーズで、低圧縮比による低燃費だけでなく、独自の触媒早期活性化システムとインテリジェント触媒により、貴金属の使用量を大幅に削減しながら長期使用でも安定した低排出ガスを実現している。またトヨタがD-4系の直噴技術を発展させているのに対し、ダイハツはポート噴射にこだわる姿勢を見せており、1KR型エンジンやKF型エンジン、そして一連の自動車用ダイハツエンジンとしては最新型となるWA型エンジンではポート噴射により直噴と同じ効果を低コストで実現している。
衝突被害軽減ブレーキなどの運転支援システムに関してもトヨタに頼らず、『スマートアシスト』と呼ばれる技術を独自に開発している。
さらにはトランスミッションについても、トヨタが子会社のアイシンAW（現・アイシン）と共同開発しているのに対し、ダイハツは内製に徹している。2019年にはトヨタ・アイシンが発進用にギアを装着したCVTを開発する一方、ダイハツはギアを高速側に採用し動力分割機構も搭載した『D-CVT』を発表している。プラットフォームでは、トヨタの新世代コモンアーキテクチャー戦略「TNGA」に準じた、独自開発の新世代プラットフォーム「DNGA」の開発を行っており、軽自動車では2019年7月に発売された4代目「タント」（および、そのOEMとなる2代目スバル・シフォン）が、登録小型自動車（小型普通自動車）では2019年11月に発売された2代目「ロッキー」（および、そのOEMとなる初代トヨタ・ライズと4代目スバル・レックス）がそれぞれの初出となった。

### 電動化車両への取り組み
ハイブリッド車については、2005年に「ハイゼット（10代目カーゴ）」に導入していたが、高価や燃費などを理由とした販売不振のため、トヨタからのOEM供給を除きHVの開発から一時全面撤退していた。当時の「ミライース」の広報でも「HV/EVは万人の手に届くモノではない」「エコカーはみんなが買えなければ意味がない」と言った旨の文が掲載されていた他、他社で導入されているマイルドハイブリッドすら全く導入しない程ハイブリッド車の開発に否定的な姿勢を見せていた。しかしその後、日本政府が「来るべき地球全体のカーボンニュートラル化」を前提に2035年までを目途に国内の新車販売からガソリン車・ディーゼル車などといった100%内燃機関だけで走る自動車を排除する方針を発表したため、ハイブリッドの開発拒否の姿勢を断念せざるを得なくなり、2021年1月21日に10年ぶりにハイブリッド車の開発に再参入することが発表されたものの、その後、ダイハツ工業認証試験不正問題の発生の影響により、軽ハイブリッド車の開発は中止されることになった。
以前は逆にモーター駆動の開発に熱心で、電気自動車（EV）の開発を1965年に始めていた。1966年にはやくも「コンパーノバン」をベースとしたEV試作車を発表、1968年にはハイゼットバンをベースとしたハイゼットEVの販売を開始、以後電動ゴルフカートや超小型軽3輪EV「DBC-1」、「ハロー」、「ラガー」などさまざまな車種でEVを発表、販売している。公道走行可能なEVで2000台近く、遊園地などの構内専用車種を含めると8000台を超える販売実績がある。EVに不可欠な次世代電池や燃料電池などの技術開発にも取り組んでおり、リチウムイオン二次電池を積んだ実証実験車を発表し公道走行試験を行っている。将来的にゼロ・エミッション法の世界的広がりにより販売が必須となることが予想されるEVに関して、「トヨタには頼らない」としていた。

### ディーゼルエンジンの開発実績
ディーゼルエンジン開発にも早くから長けており、小型～大型ディーゼルエンジン技術（大型は，鉄道車両用）で実績を残している。1960年代初頭に小型トラック用としてはクラス初のディーゼルエンジンを採用すると、1983年には「シャレード」で当時世界最小排気量となる1リッター直列3気筒の乗用ディーゼルエンジン（CL型）を開発。これが1リッター36.54kmという驚異の燃費で世界記録を樹立し、ギネスブックにも記載された。2003年の東京モーターショーでも660cc直列2気筒の2ストロークディーゼルエンジンが出展されたが、こちらは市販化には至っていない。過去には船舶用の低速大型ディーゼル機関も生産しており、太平洋戦争後の1950年代以降は、国鉄のディーゼル機関車・気動車向けディーゼル機関生産に、先発の新潟鐵工所・神鋼造機と共に携わった。これら船舶用ディーゼルエンジンは1966年（昭和41年）に分社化された「ダイハツディーゼル」（→「ダイハツインフィニアース」）に移管されたが、ランドクルーザープラドなど自動車のディーゼルエンジンの受託生産は今もダイハツ工業が行っている。

### その他、技術関連の取り組み
1970年代にスズキに4ストロークエンジンを供給していたことがある。当時の排ガス規制に対応できず困っていたスズキはトヨタを頼り、トヨタは系列会社となっていたダイハツにAB型エンジンの供給を要請、これが実現した。同様にシャレードに搭載され高い評価を受けていた3気筒CBエンジンを、1982年から93年までイタリアのイノチェンティ・ミニ社に供給していた。
日本で初めて水平対向エンジンの乗用車を作ったメーカーでもある。1951年発売の三輪車の「Bee」がそれで、駆動形式はRR、リアサスペンションは独立懸架式という当時としては先進的なものだった。この他軽自動車に四輪独立懸架を積極的に導入したり、660ccの4気筒エンジンであるJBエンジン、軽自動車唯一の4WS（四輪操舵）を採用したL220S型ミラ、国内ラリー特化型車両「ストーリアX4」を開発したりするなど、現在の堅実な車作りとは裏腹に挑戦的な機構・パッケージングの自動車を販売していた時期もあった。近年は「軽のGTカー」とも呼べる「ソニカ」や、荷室の広さより乗り心地を重視したFFの商用車「ハイゼットキャディー」など新たなジャンルの開拓も試みているが、いずれも続かず失敗に終わっている。
その機械加工能力の水準を買われ、1920年代以来、国鉄（当初は鉄道省）との関わりも深く、鉄道向け機器としては蒸気機関車用の給水加熱器や自動給炭機（国鉄・汽車製造との共同開発）、客車室内の引き戸用ドアチェック、通勤電車の自動ドア向けドアエンジンなどを製造した。このため、鉄道用空気ブレーキ装置の大手メーカーである日本エヤーブレーキ（現・ナブテスコ）の設立にも関わっている。
他のメーカーの車種で広く採用されているドアミラーウインカーについては、ダイハツも一時期多くの車種に導入していたが、現在はカスタム系など一部車種のみの導入に留め、大半の車種でサイドターンランプを採用している。これは軽自動車の車種で部品を共通化させてコストを縮減させるためやドアミラーが破損した時の修理費用が高くなることを防ぐためである。

## モータースポーツ

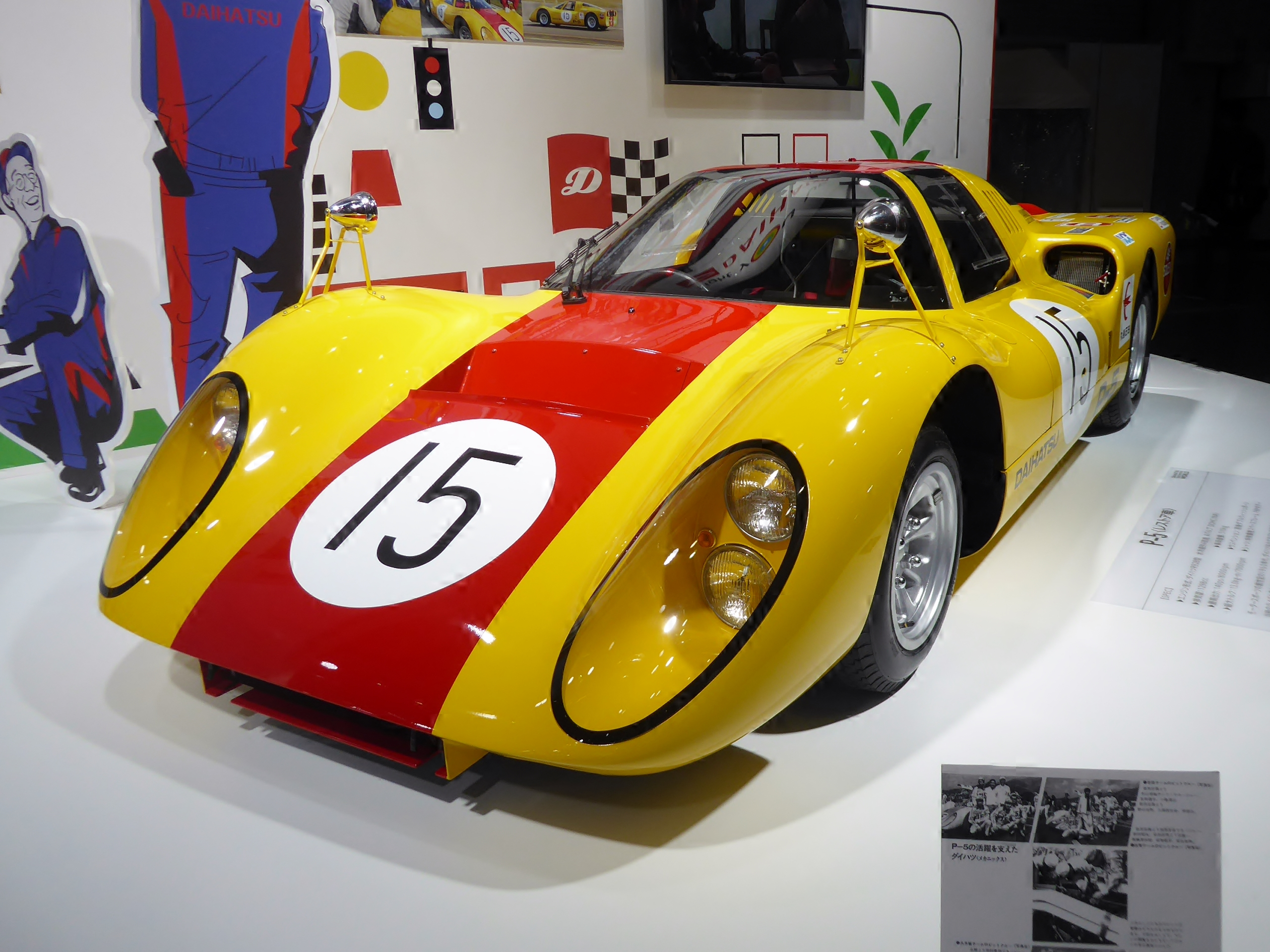
日本グランプリのP-5

1965年にコンパーノ・スパイダーで地方のレースに参加したのがダイハツのモータースポーツデビューとなる。このときP-1、P-2と異なる仕様のコンパーノが同時期に登場していた。
1966年にダイハツはコンパーノ・ベルリーナの1.0リッターエンジンを1.3リッターDOHC16バルブ化した「R92A」型エンジンを、プロトタイプレーシングカーのP-3に搭載して第三回日本グランプリにデビュー。ライバルのロータス・エリートとアバルト・シムカを破ってGP-Iクラスで優勝を収めた。このP-3は「ピー子ちゃん」という愛称で親しまれた。
翌年の第四回では同クラスに、風洞実験で開発したFRPボディ&ミッドシップエンジンのP-5を2台投入。しかしメカニカルトラブルで予選を走れず、決勝に進むことができなかった。第五回ではP-5の4台体制を敷き、総合10位でクラス優勝を再び取り戻した。続く鈴鹿1000kmでは、トヨタ・7とポルシェ・906に次ぐ総合3位フィニッシュを果たしている。
1969年の第六回に向けてもフェロー7を公開していたものの結局参戦せず、6月の富士1000kmを最後にチームは解散。ダイハツはサーキットの大舞台から姿を消した。
なお、トヨタ・7の開発にはダイハツの風洞施設が用いられている他、幻の5.0リッターターボの開発にもダイハツが参加していた。

### ラリー・ダートトライアルなど

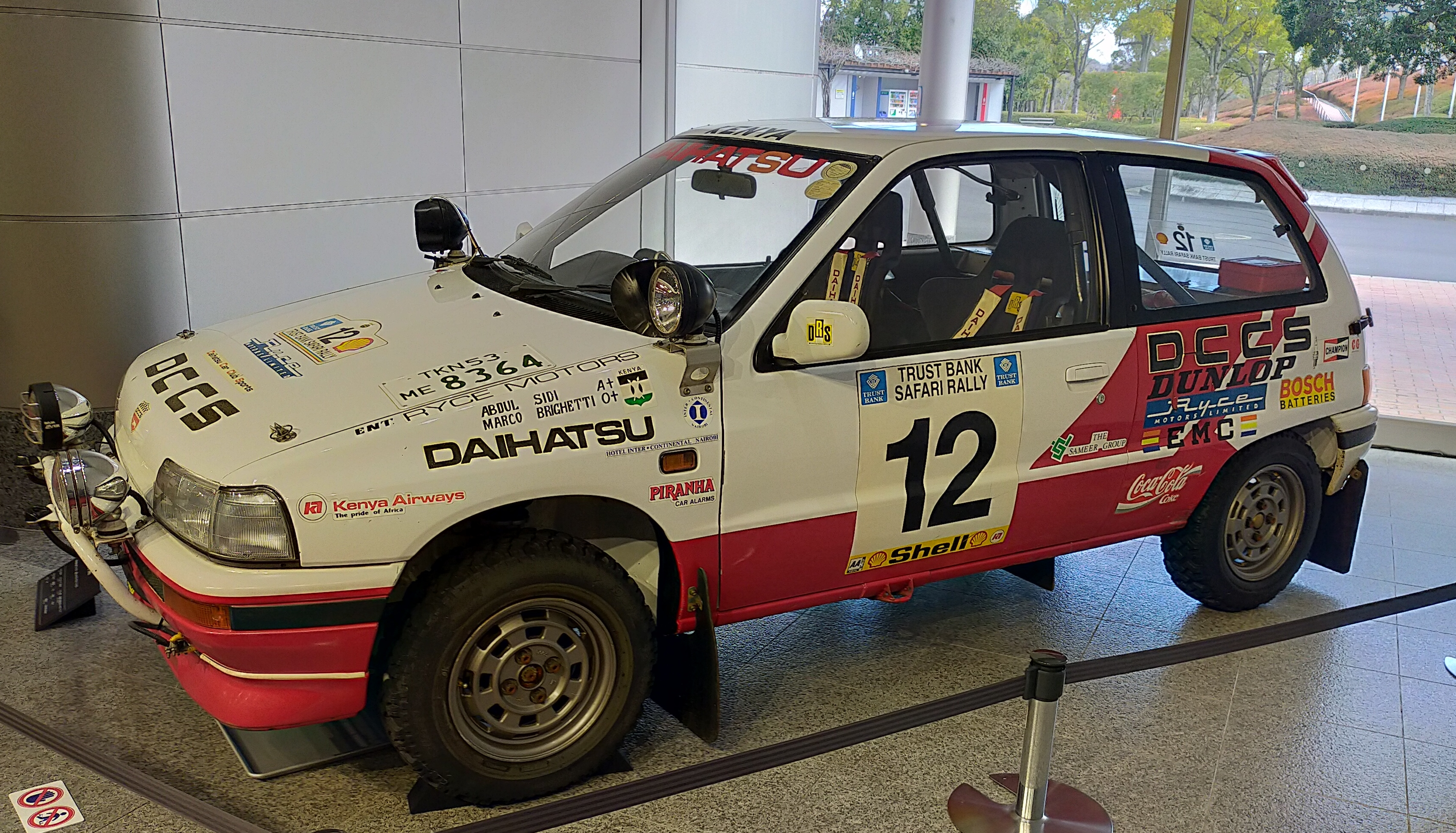
1993年サファリラリー仕様のシャレード

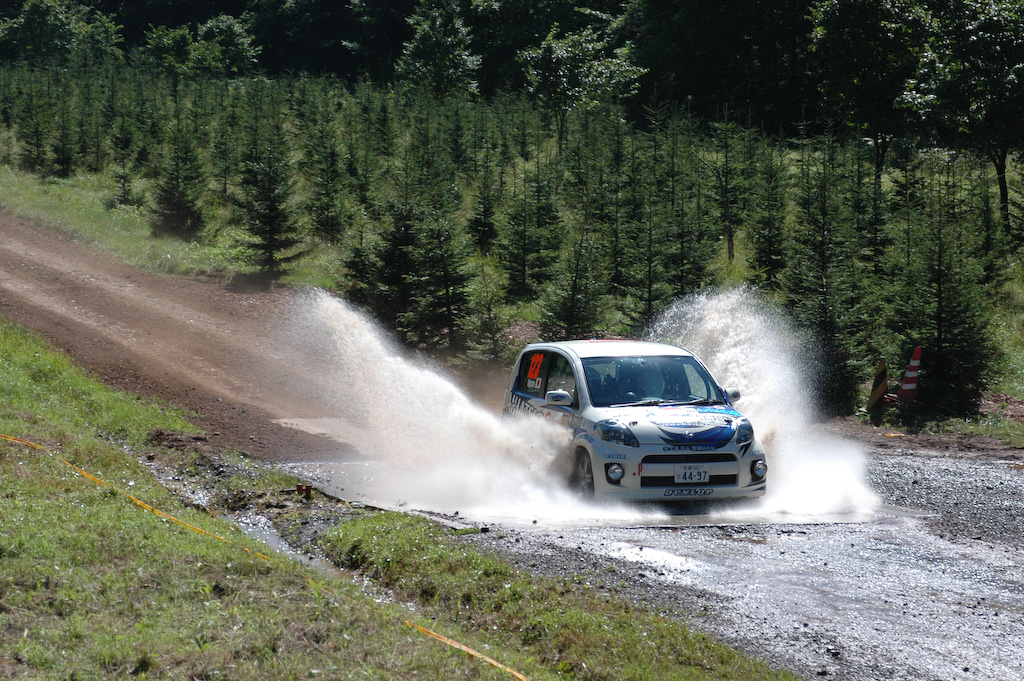
ブーンのラリーカー

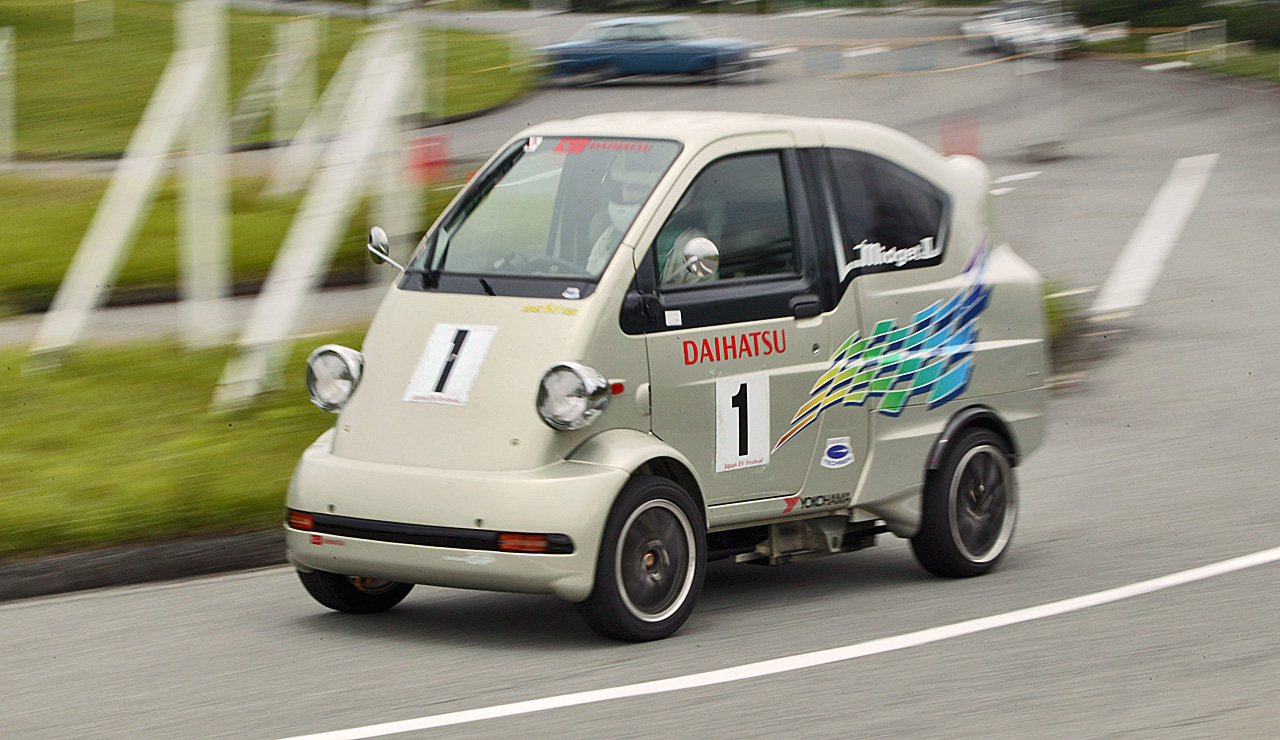
ミゼットIIカーゴをベースに電気自動車に改造したEVレーシングカー

1960年代に東京ダイハツの競技車両パーツ部門「ダイハツスポーツコーナー」の責任者となった寺尾慶弘は、DRS（ダイハツ・レーシング・サービス）とダイハツ愛好家たちによるDCCS（ダイハツ・カー・クラブ・スポーツ）を立ち上げ、以降DRSは海外、DCCSは国内でダイハツのモータースポーツ活動を主導していくことになる。
初期は国内の日本アルペンラリーやヒルクライムを中心に活動したが、1970年代末から海外ラリーへ参加するようになる。1979年のツアー・オブ・マレーシアでは、日下部保雄のドライブにより総合優勝を獲得した。
世界ラリー選手権（WRC）には1979年からシャレードでラリー・モンテカルロにスポット参戦し、1981年にグループ2/11クラスで優勝を挙げた。1982年からは地元ディーラーを支援する形でサファリラリーに参戦。シャレードは多数のクラス優勝をする活躍を見せ、1993年には排気量で1L上回るグループAマシン（スバル・インプレッサ、三菱・ランサーエボリューションなど）を抑え、総合1〜4位のトヨタ・セリカに次ぐ5位〜7位を占めて、ダイハツのWRC挑戦は幕を下ろした。またDRSは関わっていないが、本社側のプロジェクトでシャレードをミッドシップのグループB化した上で総合優勝を争う計画もあり、コンセプトモデルの926Rも発表していたものの、突然のグループB消滅により立ち消えとなっている。
国内ではラリー・ダートトライアルで活躍。全日本ラリー選手権では1984年にシャレードで初めてクラスタイトルを獲得した。1990年代にはミラの4WDターボ仕様であるTRXX X4Rを投入し、アルトワークスやヴィヴィオと激しく争い、全日本ラリーで3度クラスタイトルを獲得。1998年にストーリアX4が登場すると黄金時代を迎え、全日本ラリー選手権・全日本ダートトライアル選手権の両方で2000年〜2005年までクラスタイトルを連覇した。ストーリアX4は後継車のブーンX4が登場した後も、10年規制で禁止されるまでの2014年まで参戦し続け、2012〜2014年に異なったドライバーたちでJN1クラスを3連覇した。
後継のブーンX4も2006年にJN2クラスでタイトルを獲得し、2008年のWRC（ラリージャパン）にスポット参戦し、N1クラス優勝もしている。なお、ブーンは1,300ccモデルのみFIA公認車両で、JAF登録車両の「X4」は日本国内競技でのみ有効であったため、FIA主催の国際イベント（WRC）には参戦不可だったことからFFの1,300ccモデルに輸出用MTを組み、登録車名も海外名シリオン/ブーンとして出場している。
このように国内外のモータースポーツに積極的に参戦してきたダイハツであったが、2008年のリーマン・ショックによる影響を受け、2009年1月13日に「昨今の自動車業界を取り巻く経済状況の厳しい状況」および「深刻化する若年層の車離れ」などを理由に、モータースポーツ活動からの撤退とDRS（ダイハツ・レーシング・サービス）の解散、関連会社DCCSが主催するジムカーナ競技会「ダイハツチャレンジカップ」の終了を発表した。
以降はメーカーワークスとしてのモータースポーツ活動は行っていなかったが、2002年に誕生したスポーツカスタマイズブランドとしてD-SPORTが存在する。これは大阪市福島区の独立系自動車部品商社であるSPK株式会社の一部門で、D-SPORT事業は東京営業所（東京都品川区東大井）が担当している。SPKはダイハツ工業と直接の資本関係はないが、かつてダイハツのワークス活動を率いたDRSの名を冠する競技向けパーツの販売を行っていた。ダイハツが東京オートサロンに出展する際には、毎年ダイハツ工業のブースで車両・商品展示を行うなど深い関係を持っており、全ダイハツディーラーでも唯一商品の取り扱いがある。またSPKはK-4GP（軽自動車の改造車レース）などでダイハツ車を用いたレース活動も行っており、2007年にはセパン24時間をソニカで完走したこともある。
2022年にダイハツは公式にモータースポーツへの復帰を宣言。SPKとの協力のもと、社内の有志のスタッフとともに、国内ラリーやWRCのラリージャパンへと参戦する。また同年よりD-SPORTが行っていた「D-SPORT Cup」にダイハツ工業が共催する形で競技会「ダイハツチャレンジカップ」の開催が再開された。
2023年1月からは、親会社であるトヨタ自動車の「TOYOTA GAZOO Racing」同様「モータースポーツを起点とするもっといいクルマづくり」への取り組みとして「DAIHATSU GAZOO Racing」として活動をスタートさせた。ロゴは、TOYOTA GAZOO Racing（TGR）ロゴの最初の部分をDAIHATSUに変更して使用している。2023年11月のラリージャパンではコペンGR SPORTのラリーカーがJRCar3クラスで2年連続のクラス優勝を果たした。

## 国際事業
インドネシアではアストラ・インターナショナルとの合弁で「アストラ・ダイハツ・モーター」（ADM）を設立。ダイハツ車の販売と、ジャカルタ・スンター工場にてダイハツおよびトヨタブランド車の製造を行っている。スンター工場は2010年度には生産能力を年30万台に引き上げた。マレーシアでは1993年に現地資本との合弁でマレーシア第二のメーカーのプロドゥアを設立。2006年には第一のマレーシアの自動車メーカープロトンと親会社のトヨタを抜いてマレーシア市場最大手に踊り出ている。1995年にはマレーシア政府がゼブラを国民車に指定した。またインドネシアにおいては、ダイハツブランドはトヨタに次ぐシェアを獲得している。
一方、その他の地域においては販売不振による撤退を実施した事例もある。1989年には当時、小型車市場が拡張の傾向にあったアメリカ市場への参入を1959年のトライモービル（日本名・ミゼットMP）の現地への800台限定投入以来、30年ぶりに試みたが、親会社のトヨタの知名度が強すぎたせいか米国内でのダイハツの知名度が低く、ディーラー網の整備にてこずったことなどから売れ行きが伸びなかったため、1992年をもって撤退した。また、2006年3月には韓国車との競合などでやはり不振を極めていたオーストラリア市場からの撤退を、2007年11月にはベトナムの現地合弁会社ベトインド・ダイハツ（ビンダコ）の清算および同国市場からの撤退を発表している。さらに2011年1月にはヨーロッパ市場からの撤退も発表した。
中華人民共和国ではこれまでシャレードやテリオスなどダイハツの車種が現地生産されていたものの、ダイハツブランドでの販売は行われていなかった。2007年、第一汽車子会社の一汽吉林汽車との合弁でセニアの生産・販売を行いダイハツブランドの展開を開始したが、知名度不足から販売が低迷したため2009年には早くも展開を断念し、同年中に一汽ブランドへ変更することを発表した。しかしながら、双方のメンツを重んじ、対外的には「技術援助契約の枠組の変更」という表現が取られている。
主な要因は、
1. 既存の吉汽ブランドは小型商用車を主に販売し、乗用車を拡販するための日本国内ノウハウ移転が定着しなかったこと
2. 投入したセニアは元々インドネシア市場用に開発された車両であり、モータリゼーションでは先を進んでいた中国市場のユーザーの嗜好（特に見栄を重んじる）に適合しなかったこと
3. コスト抑制のため中国国内での部品調達を試み、調達部門を先頭に現地メーカーの指導がなされたが、目標とする品質を達成することができず、吉汽側にも改善の意欲がなく、「ダイハツ」ブランドを名乗り続けることが困難との判断がなされたこと

と考えられている。
トヨタの完全子会社となった後は、トヨタと合同で仮想カンパニー「新興国小型車カンパニー」を設立、トヨタグループの先兵としてアジア展開の強化に努めることとなる。

## 生産拠点
※2025年3月現在
- 車両組立工場
  - 本社（池田）工場第2地区（大阪府池田市）
    - コペン、トヨタ・コペン GR SPORT

  - 滋賀（竜王）工場第2地区（滋賀県蒲生郡竜王町）
    - タント、スバル・シフォン、ロッキー、トヨタ・ライズ、スバル・レックス

  - 京都工場（京都府乙訓郡大山崎町）
    - トール、トヨタ・ルーミー、スバル・ジャスティ、トヨタ・プロボックス、マツダ・ファミリアバン

  - ダイハツ九州大分（中津）工場（大分県中津市）
    - 第一工場
      - アトレー、ハイゼットカーゴ、スバル・サンバーバン、トヨタ・ピクシスバン、ハイゼットトラック、スバル・サンバートラック、トヨタ・ピクシストラック、ムーヴキャンバス

    - 第二工場
      - ミライース、スバル・プレオプラス、トヨタ・ピクシスエポック、タフト、ムーヴキャンバス

- 車両組立以外の生産拠点
  - 滋賀（竜王）工場第1地区（滋賀県蒲生郡竜王町）
    - エンジン、トランスミッション、HEVトランスアクスル、電池パック、各種鋳造部品

  - ダイハツ九州久留米工場（福岡県久留米市）
    - エンジン、トランスミッション部品
- その他
  - 多田エンジニアリングセンター（兵庫県川西市）
    - プレス金型製作、生産設備製作など

  - 西宮部品センター（兵庫県西宮市）
    - 補給部品の供給

  - 伊丹ノックダウン工場（兵庫県伊丹市）
    - ノックダウン用梱包作業など

## コーポレーションスローガン
- 「ワールドミニで未来を創る!」（1987年1月 - 1998年9月）
- 「それ、ダイハツがやります。」（1996年4月 - 1998年6月）
- 「We Do Compact」（1997年4月 - 2005年12月）
- 「テーマは、品質。」（1998年10月 - 2000年9月）
- 「ひとりひとりを楽しくする品質。Goodが、ギュッと。」（2000年10月 - 2002年12月）
- 「ワンダフルスモール」（2003年1月 - 2007年2月）
- 「Innovation for Tomorrow」（2007年3月 - 2017年2月[注釈 9]）
- 「もっと軽にできること。」（2011年9月 - 2017年4月、軽自動車専用のスローガン）
- 「軽の技術で、コンパクトを変えていく。」（2016年4月 -、小型自動車専用のスローガンだったが、2017年5月からは軽自動車でも使用されるようになった。）
- 「Light you up 〜らしく、ともに軽やかに〜」（2017年3月 - 2025年3月[注釈 10]）

## スポーツ活動

### 陸上競技部
1988年4月、女子陸上競技部として誕生した。初代監督は鈴木従道。2004年から務めていた林清司に代わり2021年現在の監督は山中美和子。Category:ダイハツ陸上競技部の人物も参照。
創部以来、藤村信子、浅利純子、小鴨由水、吉田光代、岩井都、西村みゆき、山中美和子、大越一恵、中里麗美、坂井田歩、木崎良子（2021年現在同社陸上部アドバイザー）、出田千鶴、吉本ひかり（2021年現在同社陸上部アシスタントコーチ）、細田あいなどが選手として所属していた。2021年現在の所属選手は、前田彩里、久馬悠、久馬萌、大森菜月、松田瑞生、加世田梨花など14名ほどとなっている。

## コマーシャル戦略

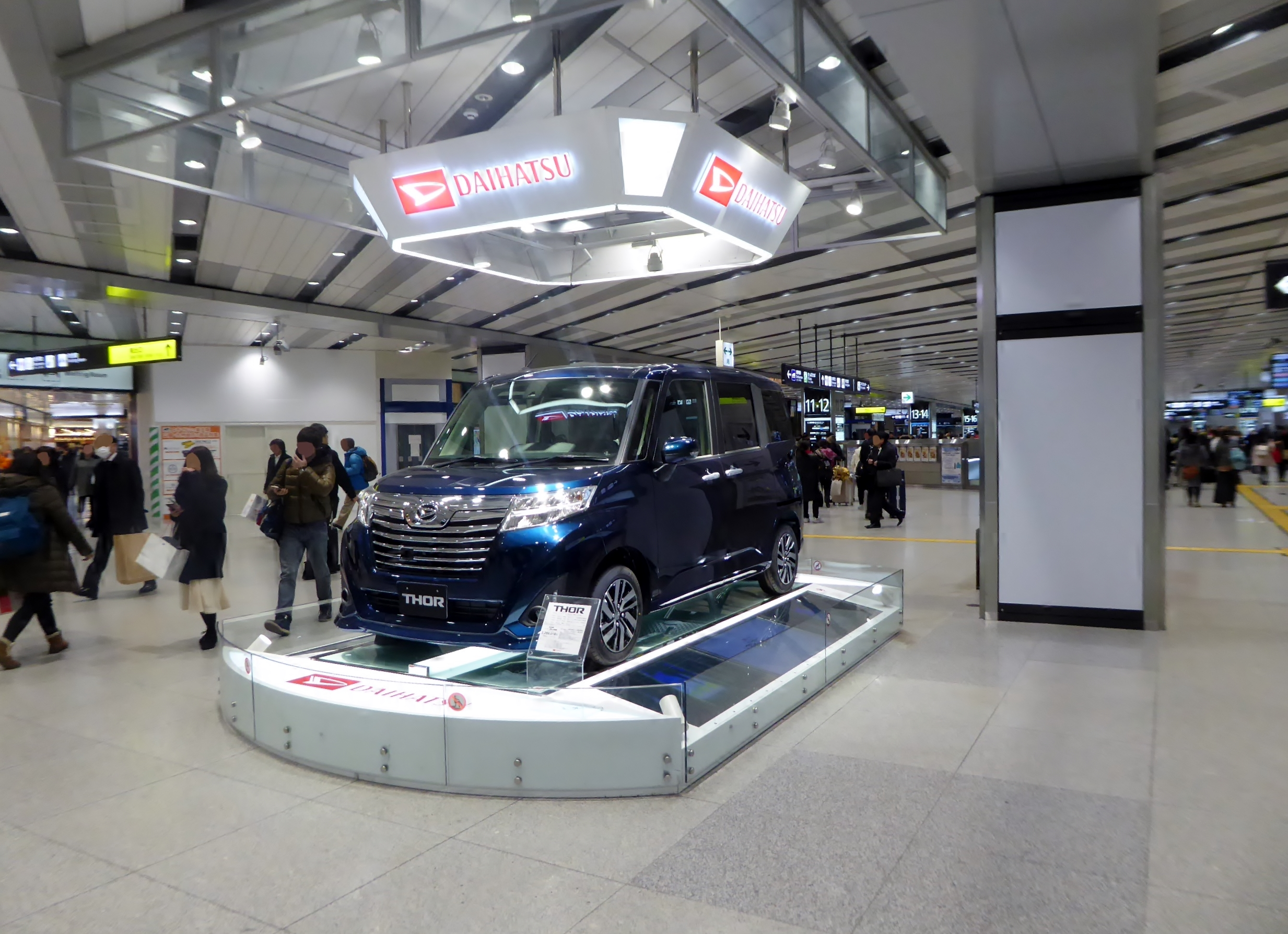
JR新大阪駅在来線コンコース内展示スペース

オート三輪業界でもいち早く、太平洋戦争直後の1940年代末期から大量生産システムの本格導入に取り組むと共に、日本全国へのディーラー網整備を早期に完了し、小型商用車市場に地歩を築いた存在である。

### 事項
自動車業界では、テレビコマーシャルの活用の先駆的存在でもあった。1957年に発売した軽オート三輪「ミゼット」は、小型軽便な実用性と廉価さを武器に「街のヘリコプター」のキャッチフレーズで売り出されたが、相前後してダイハツは、大阪の大阪テレビ放送（現・ABCテレビ）で制作され1958年から放送されて高い視聴率を誇った喜劇テレビドラマ『やりくりアパート』のスポンサーとなり、ミゼットの売り込みをかけた。番組の最後には主演のコメディアン大村崑、佐々十郎らが実車のミゼットを横に、コミカルなギャグ混じりに「ミゼット!」と車名を連呼するインパクトたっぷりの生コマーシャルが放送され、ミゼットはこのCM効果も手伝って当時の大ヒット作となっている。
地元であるJR新大阪駅の在来線コンコースや大阪国際空港国内線ロビー、和歌山駅、中津駅には常設のダイハツ車の展示スペースがある。
なお、前述の不祥事の影響で2023年5月からはCMを自粛し、ACジャパンへの差し替えを行い、同年9月をもって、一部の提供番組は降板して別のスポンサーが後任となった。その後、2024年7月中旬よりCMを再開したものの、再開当初は諸般の事情により企業CMのオンエアのみに留まっていたが、同年8月1日以降よりようやく、通常のCMが再開することとなった。

### 提供番組

#### 現在
日本テレビ系列
- 秘密のケンミンSHOW 極（2007年10月 -  、ytv制作）
- ザ!世界仰天ニュース (2024年4月 - ) 

TBS系列
- 新・情報7DAYS ニュースキャスター 

フジテレビ系列
- 土曜プレミアム（2010年10月 - ）

テレビ朝日系列
- 人生の楽園
- ポツンと一軒家（ABCテレビ制作、2019年4月 - ）

#### 過去
日本テレビ系列
- 夜もヒッパレ一生けんめい→THE夜もヒッパレ
- 世界!超マネー研究所
- シャル・ウィ・ダンス（2006年4月 - 07年3月）
- ZIP!（月曜のみ、7時台前半ナショナルスポンサー。）
- ダウンタウンDX（ytv制作）
- 行列のできる法律相談所（ - 2011年9月）
- 1億人の大質問!?笑ってコラえて!（2002年10月 - 09年3月）
- 土曜ドラマ
- 天才!志村どうぶつ園→I LOVE みんなのどうぶつ園 （2006年10月 - 2022年3月、後半ナショナルスポンサー）
- 金曜ロードショー→金曜ロードSHOW!→金曜ロードショー 

TBS系列
- 噂的達人
- ギミア・ぶれいく
- 金曜テレビの星!
- クイズ悪魔のささやき
- ジャングルTV タモリの法則（MBS制作）
- しあわせ家族計画
- ドリーム・プレス社
- ぴったんこカン・カン
- 櫻井有吉アブナイ夜会（2015年10月 - 16年3月、60秒）
- あさチャン!
- 水曜日のダウンタウン
- 中居正広の金曜日のスマイルたちへ （2010年10月 - 23年9月）
- ニンゲン観察バラエティ モニタリング 

フジテレビ系列
- フジテレビ8時ドラマ (第1期)
- 夜のヒットスタジオ （DELUXE時代は親会社のトヨタ自動車も提供。）
- チョット待った!!
- 運命GAME
- フジテレビ水曜10時枠の連続ドラマ
- 水曜劇場
- クイズ$ミリオネア
- 木曜ファミリーランド
- 脳内エステ IQサプリ→爆笑レッドカーペット（土曜時代）→人志松本の○○な話（2004年4月 - 10年9月）
- クイズ!ヘキサゴンII（2007年10月 - 11年3月）
- ホンマでっか!?TV（2011年4月 - 16年3月）
- フジテレビ火曜9時枠の連続ドラマ（1996年4月 - 2004年9月、60秒）
- 関西テレビ制作火曜夜10時枠の連続ドラマ（関西テレビ制作、2004年10月 - 21年9月）
- 火9ドラマ（関西テレビ制作）
- 金曜エンタテインメント→金曜プレステージ→赤と黒のゲキジョー（- 2015年3月）
- 世界!極タウンに住んでみる→芸能人が本気で考えた!ドッキリGP（2018年4月 - 21年9月）
- ネプリーグ（2016年4月 - 22年3月、後半ナショナルスポンサー）
- 爆買い☆スター恩返し（2022年4月 - 23年9月）
- 世界の何だコレ!?ミステリー （2021年10月 - 23年9月）

テレビ朝日系列
- 大改造!!劇的ビフォーアフター（ABCテレビ制作）
- 関ジャニの仕分け∞→池上彰のニュースそうだったのか!!（※前半ナショナルスポンサー。）
- しくじり先生 俺みたいになるな!!→中居正広のミになる図書館→中居正広の身になる図書館
- 土曜映画劇場
- 土曜ワイド劇場
- 木曜ドラマ （2013年10月 - 23年9月）
- マツコ&有吉 かりそめ天国 （2019年10月 - 2023年9月）

テレビ東京系列
- ワールドビジネスサテライト
- YOUは何しに日本へ?

大阪テレビ放送→朝日放送
- ダイハツ・ワールドスポーツ
- ダイハツ・スポーツウィークリー
- 朝日放送制作・TBS日曜6時30分枠の連続ドラマ（やりくりアパート - 黒い編笠）

### ラジオ

#### 現在
※ 放送無し。

#### 過去
ニッポン放送
- 金語楼の強情親爺
東宝映画『強情親爺とドレミハ娘』・『強情親爺とピンボケ息子』の原作。

文化放送（NRN企画ネット番組 制作）
- NOWNOWミニ辞典→ダイハツ朝のドライブミニマップ

文化放送制作NRN
- ニュースパレード
番組は現在も継続中だが2021年現在は降板している。

TOKYO FM (JFN系列）
- スーパーフライデー DAIHATSUオールジャパンベスト20（1996年4月 - 1997年3月）
- スーパーフライデー DAIHATSUオールジャパンベストセレクション（1998年10月 - 2000年3月）
- DAIHATSU カウントダウン・ジャパン（2002年4月 - 2003年9月）
- ラジオ時報CM（2017年10月～2020年3月）
週末14時～深4時、日曜日は各局の放送休止時間まで。

## グループ企業
- ダイハツインフィニアース（旧・ダイハツディーゼル）
- ダイハツ九州
- 明石機械工業
- 浅野歯車工作所
- ボルツ
- 神菱
- ダイハツメタル
- ダイハツ信販
- ダイハツ輸送
- ダイハツビジネスサポートセンター[注釈 30]
- ディーアクト
- ディー・ビー・エス
- ナミコー
- メタルアート
- 明星金属工業
- 河村化工
- ダイハツディーラー各社についてはダイハツディーラーの一覧を参照のこと。

### 関連企業
- トヨタグループ
- トヨタ自動車
- 明和自動車工業（かつて存在した企業）
- プロドゥア
- デ・トマソ（1982年〜1984年、イノチェンティ・ミニをダイハツの子会社が輸入）
- 天津一汽夏利汽車
- アストラ・モーター・グループ（アストラ・ダイハツ・モーター/アストラ・トヨタ・モーター）
- 日本エヤーブレーキ - 発動機製造と神戸製鋼所の出資により設立

## 事件・不祥事など

### 出勤停止事件
1971年11月、ダイハツを欠勤して沖縄返還協定阻止のデモに参加した組立工員Xが、凶器準備集合等の嫌疑で現行犯逮捕・勾留された。その後1ヶ月後Xは工場に復帰するが、その間に行われた配置転換でXは余剰人員として扱われており、Xはこれを無視して就労。事情聴取のための労務課の呼び出しも無視し続けたため、ダイハツ側は自宅謹慎を命ずるが、これも無視して出勤したXは警備員と揉み合いになった。その後もXは立ち入りを試みるとともに、会社前でのビラ配りや、工場ゲリラと称する17人を率いて警備員と揉み合うなどし、ダイハツは遂にXを解雇するに至った。Xはこれを不服として裁判所に提訴、1審・2審で訴えを認められたものの、最高裁判所はXの訴えを棄却した。

### 「燃える車」
1989年10月27日、ATとオルタネーターの不具合が見つかり、この2件のリコールを運輸省（当時）へ届け出た。この日はたまたま第28回東京モーターショーの一般公開初日であったことから、モーターショーの主催者である自動車工業振興会会長が、リコール対象車種となったことを理由に出品自粛を要請するようなコメントをし、そのことが新聞等でも報じられた。
この他に燃料タンクの空気抜きの設計にミスがあったため、給油中やタンク内の圧力が外気圧より高くなっている状態で給油口のキャップを開けた場合、逆流したガソリンが給油口から噴出する恐れがあった。1989年11月には、噴出したガソリンに引火しガソリンスタンドの従業員が火傷を負うという事故が発生し、燃料タンクと他に見つかったブレーキ系統の不具合を合わせてリコールを届け出た。その直後、走行中に出火して車が全焼するという事故も発生した。この事故を朝日新聞が報じたことが、アプローズの販売にとって致命的な打撃となった。
2023年12月に第三者委員会により公表された認証申請における不正行為に関する調査報告書によると、EFI仕様のHDエンジンが搭載されているアプローズについて、1989年4月の原動機車載出力試験で開発目標値を満たすようエンジンに対する不正加工等を、エアバッグレス仕様のアプローズについて1994年2月のフルラップ前面衝突試験で認証試験に合格するよう頭部加速度計の校正値不正操作（なお、不正操作をせずとも法規上限を超えず）をそれぞれ行っていたと認定された。

### サービス残業
同社が、フレックスタイム制を適用した社員約1,000人に対してサービス残業を行わせていたとして、淀川労働基準監督署から是正勧告を受けていたことが、2009年4月2日に判明した。同社は、フレックス制適用の社員について、社内のパソコンが社内ネットワーク接続している時間を労働時間として計算していたが、同労基署の調査によって、接続を切断した後も業務を続けていた社員が複数に亘って存在していたことが確認された。これを受け同社は、該当社員に対し、未払いの時間外労働手当約5,000万円を支払った。

### 火災事故
2009年10月10日、滋賀工場で粉塵爆発による火災が発生し1人死亡、2人負傷。
2019年3月14日、中津工場で第1塗装工場で火災が発生し1人負傷。

### 衝突試験などの不正発覚、およびその後の国内外での全車種の生産・出荷停止、一部車種の型式取り消し

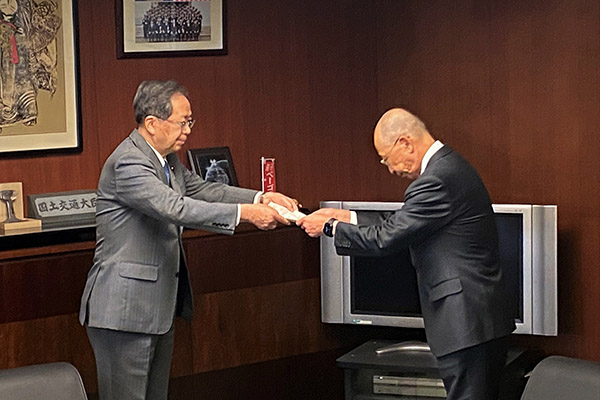
社長の奥平総一郎（右）へ是正命令書を手交する国土交通大臣の斉藤鉄夫（左）。2024年1月16日。

2023年4月28日、海外市場向け4車種の側面衝突試験の認証申請における不正行為を内部通報で確認したと発表。発表によると対象はマレーシアの現地合弁会社で販売する「プロドゥア・アジア」とトヨタブランドで販売する「アギア」と「ヤリスATIV（≒ヴィオス）」、開発中の車の計4車種であった。ダイハツが開発から認証試験まで担当し、一番古いもので2022年8月からタイとマレーシア、インドネシアで生産している車が該当。累計販売台数は計8万8123台。また、同年5月19日、ダイハツが日本国内向けに製造・販売するハイブリッド車2車種（「ロッキー」、およびトヨタブランドで販売する「ライズ」）で安全性を確認する側面衝突試験の手続きに不正が見つかったと発表。対象は約7～8万台に上る。これを受け同社は同年5月以降テレビコマーシャルを自粛、さらに同年7月に発売予定であった7代目「ムーヴ」の発売も無期延期された。
同年12月20日、第三者委員会による調査結果を公表。新たに25の試験項目で174件の不正が見つかったことを公表した。対象は他社へのOEMや生産をすでに終了したものも含めて64車種で、ダイハツは同日に国内外で販売する全車種を出荷停止した。衝突試験のほかに排ガスや燃費の試験なども含まれ、衝突試験ではタイマーでエアバッグが作動するよう不正な加工をしていたほか、排ガスの認証手続きでは、試験直前にガスの浄化装置の触媒を新品に差し替えるなどの不正があった。多くの車種では「安全性に問題はない」としているが、「キャスト」とそのOEMの「トヨタ・ピクシスジョイ」の2車種は安全性能基準を満たさない恐れがあり、リコールについて国土交通省に報告し、判断を求めるとした。もっとも古い不正は1989年7月から2000年3月まで発売された自社オリジナルのセダン型小型乗用車「アプローズ」であり、量産時にはしない加工をしてエンジン出力を向上させたというもので全体的な傾向としては2014年以降に不正の件数が増加したとしている。報告書では2016年にトヨタの完全子会社になって以降、ダイハツへの生産委託の増加などトヨタの小型車海外展開を担う役割が、不正につながる過度な短期開発のプレッシャーの背景の一つとなったと指摘した一方、第三者委員会の会見ではトヨタはダイハツの自主性を尊重していたとしてトヨタ側の責任については否定した。
一方、国外ではインドネシアのアストラ・ダイハツ・モーターが12月22日に同国内向けの自動車の出荷を再開。25日にはマレーシアのプロドゥアでも現地当局の許可が下り生産を再開した。
2024年1月16日、国土交通省は特に悪質な不正行為が確認されたとして（インドネシアのアストラ・ダイハツ・モーターが製造する）グランマックストラックやそのOEMのトヨタ・タウンエーストラックとマツダ・ボンゴトラックの計3車種について、道路運送車両法に基づき大量生産に必要な「型式指定」を取り消す方針を明らかにし、1月26日に正式に3車種の型式指定を取り消した。また、1月24日にダイハツは「キャスト」「ピクシスジョイ」の2車種計32万2740台（2015年8月〜23年6月製造）のリコールを国土交通省に届け出た。
2024年1月19日、国交省はトヨタ・プロボックスなど5車種で安全性を満たしていることを確認し、出荷停止指示を解除。30日にはミライース/トヨタ・ピクシスエポック/スバル・プレオプラスやハイゼット/アトレー/トヨタ・ピクシスバン/トヨタ・ピクシストラック/スバル・サンバーなど新たに10車種の出荷停止を解除した。1月31日、ダイハツはプロボックスとファミリアバンの2車種について2月12日に生産を再開すると発表。ミライースなどについても2月19日以降の生産再開を検討するとした。
同年7月13日には、テレビCMの放送が再開された。

### 独占禁止法に基づく社名公表
2024年3月15日、公正取引委員会は「下請け企業との価格転嫁の交渉に適切に応じなかった企業名の公表」を行い、ダイハツ工業が該当企業であったことが判明した。